# Стронг, Джонни
Джон Кристофер «Джонни» Стронг (англ. John Christopher «Johnny» Strong; род. 12 ноября 1979, Лос-Анджелес, Калифорния, США) — американский актёр и музыкант, обладатель чёрного пояса по джиу-джитсу. Известен по роли Рэндалла Шугарта в фильме «Чёрный ястреб» (2001).

## Биография
Джон Кристофер Стронг родился 12 ноября, 1979 года в Лос-Анджелесе, США. В 7 лет начал заниматься дзюдо в Сан-Фернандо в Калифорнии. В 12 начал играть на гитаре, барабанах и пианино.
Дебютировал на большом экране в 1996 в боевике «Мерцающий», где сыграл сына преступного босса. В начале 2000-х актёр появился во второстепенных ролях в голливудских блокбастерах «Убрать Картера», «Форсаж» и «Чёрный ястреб». В 2003 году основал хард-металл-группу «Operator», и долгое время Джонни не снимался в кино. 21 августа 2007 года группа выпустила альбом Soulcrusher.
После почти десятилетнего перерыва в актёрской карьере, в 2010 году, Стронг сыграл одну из главных ролей и выступил композитором в фильме «Грешники и Святые». В 2016 снимался в боевике «Конец дня», к которому также написал музыку. Помимо этого, он был в числе продюсеров фильма.

## Личная жизнь
10 декабря 1997 года Джонни Стронг женился на актрисе Александре Холден, спустя некоторое время они развелись.
Является владельцем фирмы по производству ножей Johnny Strong Knives. Их можно увидеть в фильмах «Грешники и Святые» и «Конец дня».

## Фильмография
| Год  |    | Русское название       | Оригинальное название    | Роль                             |
| ---- | -- | ---------------------- | ------------------------ | -------------------------------- |
| 1996 | ф  | Мерцающий              | The Glimmer Man          | Джонни Деверелл                  |
| 1996 | тф | Время потрачено не зря | Time Well Spent          | Ллойд Кливенджер                 |
| 1997 | тф | На грани невинности    | On the Edge of Innocence | Скеймич                          |
| 2000 | ф  | Убрать Картера         | Get Carter               | Эдди                             |
| 2001 | ф  | Форсаж                 | The Fast and the Furious | Леон                             |
| 2001 | ф  | Чёрный ястреб          | Black Hawk Down          | сержант 1-го класса Рэнди Шугарт |
| 2010 | ф  | Грешники и Святые      | Sinners and Saints       | детектив Шон Райли               |
| 2016 | ф  | Конец дня              | Daylight's End           | Томас Рорк                       |
| 2018 | ф  | Холодный Ручей         | Cold Brook               | Ронни                            |
| 2023 | ф  | Уцелевший              | Warhorse One             | Ричард Марко                     |